# Анте Павелич (1869–1938)
Анте Павелич, у хорватській історіографії відомий як Анте Павелич старший, або іноді в літературі Анте Павелич стоматолог (нар. 19 травня 1869, Госпич — пом. 11 лютого 1938, Загреб) — хорватський та югославський політик, за родом занять стоматолог.
У хорватських джерелах до його імені та прізвища зазвичай додають прикладку «старший» (хорв. stariji) або «зубар» (стоматолог), щоб відрізнити від його більш відомого повного тезка — хорватського політика і керівника профашистської Незалежної Держави Хорватія Анте Павелича, який був на двадцять років молодшим і членом іншої Партії права.

## Життєпис
1896 року здобув ступінь доктора медицини у Відні. З 1897 року працював стоматологом у Загребі. З 1906 року був депутатом хорватського парламенту від Партії права, яка була відома як Мілінівці на честь її керівника Міле Старчевича.
2–3 березня 1918 року Павелич головував на конференції, яка виробила Загребську резолюцію. 5 жовтня 1918 року він також головував на установчій сесії Національних зборів Держави словенців, хорватів і сербів. 19 жовтня він став заступником голови Національних зборів. Павелич був автором декларації хорватського парламенту від 29 жовтня 1918 року, яка офіційно визнала Національні збори верховною владою в Хорватії.
Як тільки Угорське королівство підписало перемир'я з союзниками 13 жовтня 1918 року, Павелич у числі інших почав переговори із сербським посланцем у Національних зборах Душаном Симовичем, який заявляв, що їхня військова перемога та договір з Угорщиною дали їм право на більшість території Держави словенців, хорватів і сербів, тоді як Павелич зазначив, що вони хочуть об'єднання з Сербією, але їм потрібна федеративна держава, а також чітке розмежування хорватського та сербського населення, що передбачало б акти переселення. Симович відкинув розмови про федералізацію, а Павелич поступився, і більше жодних обговорень не було.
1 грудня 1918 року він як делегат Зборів зачитав заяву про злуку Держави словенців, хорватів і сербів із Королівством Сербія в Королівство сербів, хорватів і словенців.
Пізніше Павелич вступив до Демократичної партії, а 1932 року став спікером Сенату Королівства Югославія.